# 南半岛 (苏拉威西岛)
南半岛（印尼语：Semenanjung Selatan）是印度尼西亚苏拉威西岛南部的一个半岛，是苏拉威西岛的四个半岛之一，从岛屿中部向南延伸。行政上由南苏拉威西省管理。